# Mitos y Leyendas (juego de cartas)
Mitos y Leyendas (abreviado MyL) es un juego de cartas coleccionables chileno, basado en mitologías universales, creado en el año 2000 por la desaparecida editorial Salo S. A.. El juego fue distribuido en Latinoamérica y, en versiones traducidas al idioma inglés y alemán, en Estados Unidos, Alemania y otros países angloparlantes.
En enero de 2010, el juego entró en un "receso indefinido" debido a la bancarrota de la empresa que lo publicaba. Cuatro años más tarde, en septiembre de 2014, el juego fue revivido con una nueva edición, denominada Furia. A partir de esta nueva edición se siguieron publicando ediciones con un creciente número de jugadores y cartas. Actualmente el juego se mantiene vigente con los bloques ; primera era extendido, primer bloque extendido e imperio , siendo este último el que mantiene vigente la extensión de juego más larga en la historia a partir del lanzamiento de Furia , con más de 40 ediciones a la fecha y más de 10 años de vigencia continua .

## Historia

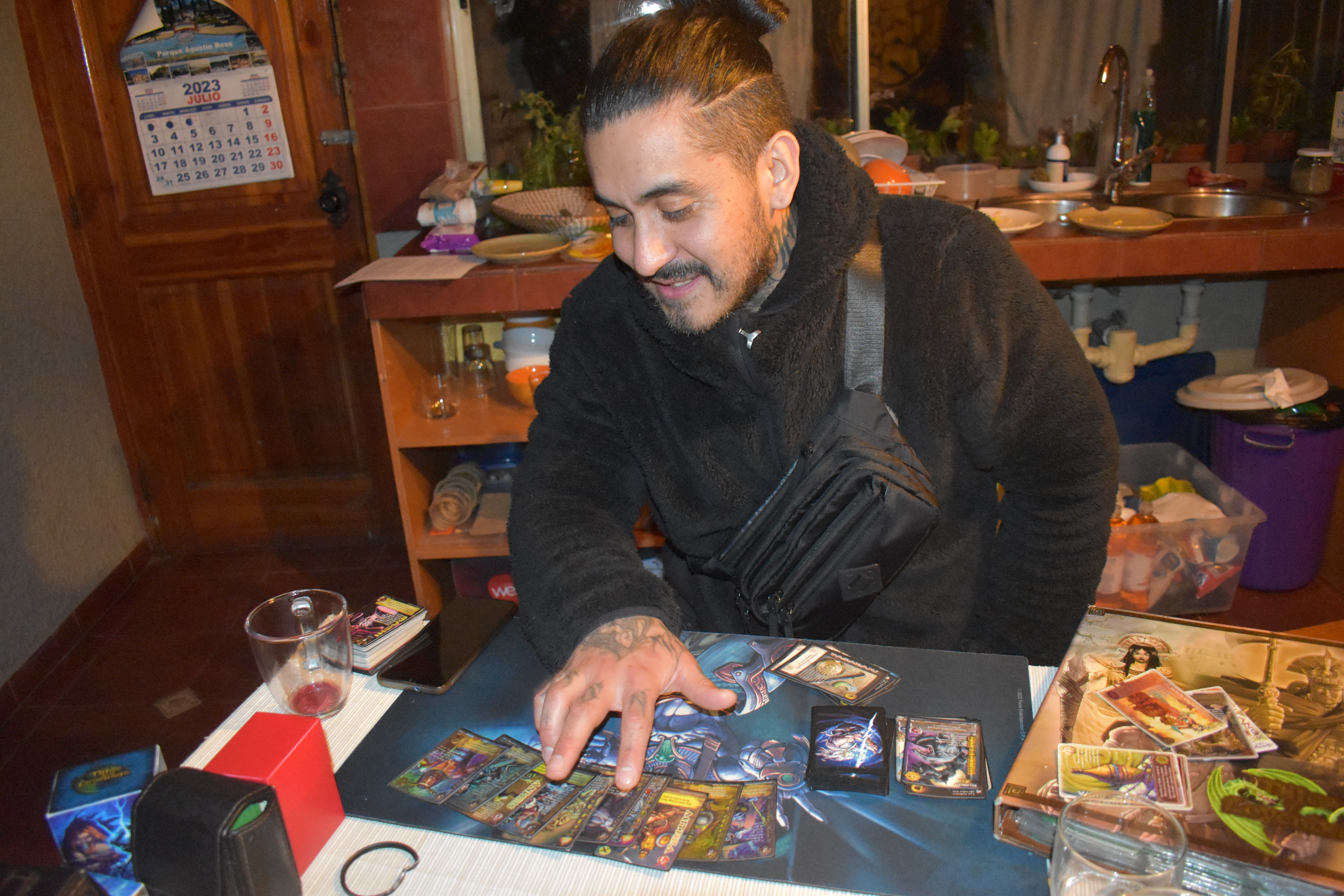
Un jugador de la Asociación Juglares de Pichilemu, usando un mazo con cartas de "Primera Era".

Creado en el año 2000 por Salo S. A., donde por iniciativa del director creativo Iván Cardemil, para potenciar el recientemente creado Álbum de láminas Mitos y Leyendas, el artista Mauricio Herrera propone desarrollar un juego de cartas asociadas a la mitología. Sus reglas fueron diseñadas por José Luis Muñoz. Los primeros artistas durante El Reto fueron Mauricio Herrera, Waldo Retamales, David Bueno y Christian Aguirre.
Su primera edición, denominada El Reto, incorporó personajes de la mitología universal, como Odín y Zeus. Durante los próximos dos años se lanzaron otras cinco ediciones, investigadas por el escritor Francisco Amores, denominadas Mundo Gótico, La Ira del Nahual, Ragnarok, La Cofradía y Espíritu de Dragón, las que junto a El Reto constituyen el "bloque de Primera Era", es durante esta etapa donde ingresan nuevos ilustradores al grupo de arte, incluyendo a Juan Vásquez, Gabriel Rodríguez, Rodrigo Elgueta, DREG y Cristian González.

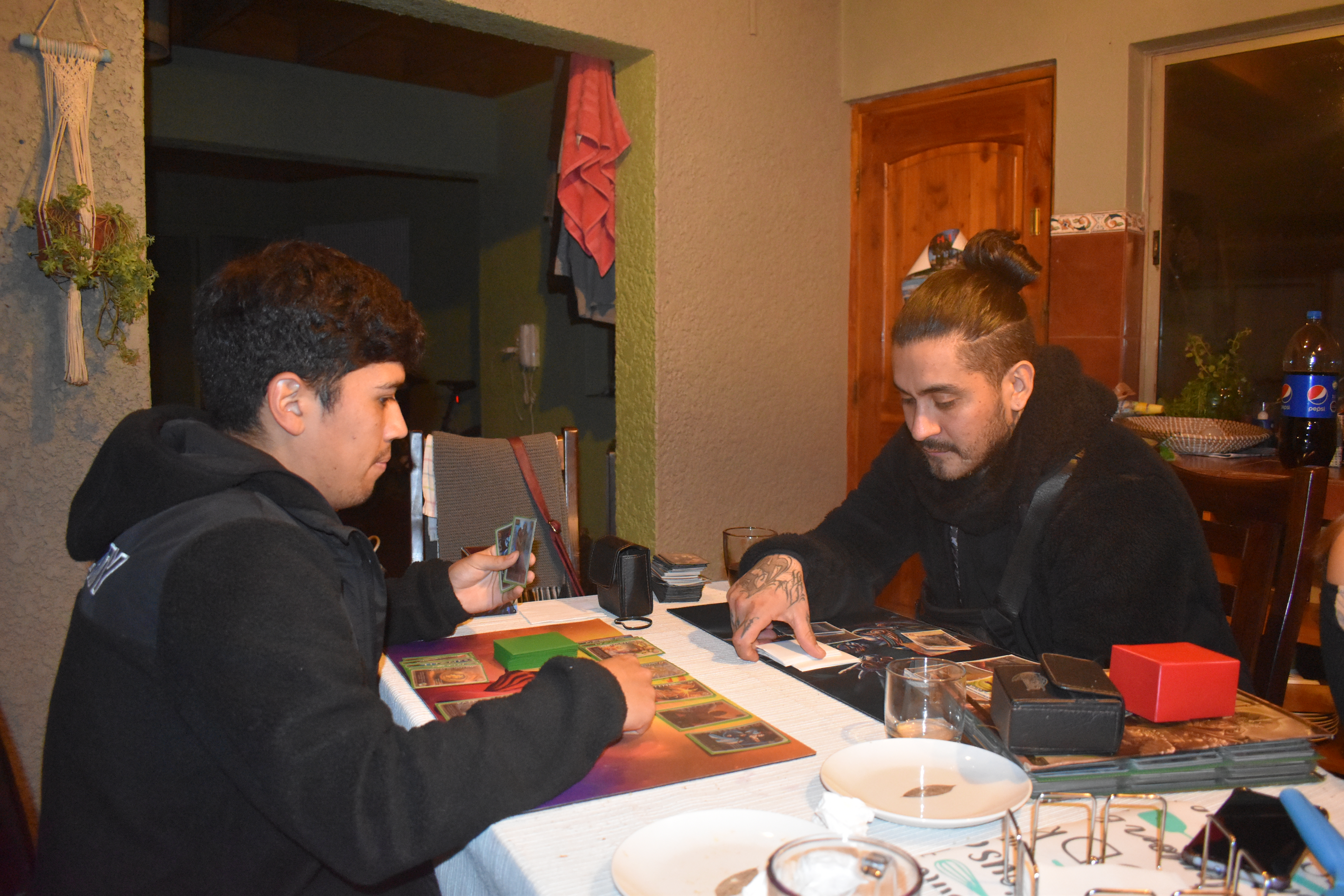
Un duelo entre dos jugadores de Mitos y Leyendas, de la Asociación Juglares de Pichilemu, con mazos de "Primer Bloque de Segunda Era".

El "bloque de segunda era" se inicia en 2003 con la publicación de Espada Sagrada, seguida de numerosas ediciones entre las que se cuentan Helénica, Hijos de Daana, Dominios de Ra, Guerrero Jaguar y la compilatoria Compendium. La última edición de segunda era fue Vikingos. Luego fueron lanzadas las ediciones Conquista, Trincheras, Apocalipsis y Condenados, que conformaron el bloque Génesis.
Las ediciones La Cofradía y Espada Sagrada fueron publicadas en inglés y alemán, como Brotherhood y Sacred Sword, respectivamente.
En 2010, la empresa Salo S. A. se declara en bancarrota y, con ello, termina la publicación de las cartas Mitos y Leyendas.
En junio de 2014 se anunció el regreso del juego, ahora publicado por Klu y Fénix, siendo lanzada la edición Furia en septiembre de ese mismo año. Desde aquel entonces, se han lanzado un total de 20 ediciones y extensiones formando así lo que se conoce como "bloque de Nueva Era".

## Ediciones
| Año                | Edición                           | Temática |
| Primera Era (Salo) | Primera Era (Salo)                | Primera Era (Salo) |
| ------------------ | --------------------------------- | --- |
| 2000               | El Reto                           | Mitología universal |
| 2000               | El Reto X                         | Mitología universal |
| 2000-2001          | Mundo Gótico                      | Monstruos |
| 2000-2001          | Mundo Gótico X                    | Monstruos |
| 2001               | La Ira del Nahual                 | Mitología e Historia de Mesoamérica y América del Sur                                                                              |
| 2001               | Ragnarok                          | Mitología nórdica |
| 2002               | La Cofradía                       | Mitología universal |
| 2002               | Espíritu de Dragón                | Mitología china y japonesa |
| Segunda Era (Salo) |                                   | |
| 2003               | Espada Sagrada                    | Leyenda artúrica |
| 2003               | Cruzadas                          | Cruzadas |
| 2003               | Helénica                          | Mitología e Historia griega |
| 2003               | Imperio                           | Mitología e Historia romana |
| 2004               | Hijos de Daana                    | Mitología e Historia celta |
| 2004               | Tierras Altas                     | Mitología e Historia celta |
| 2004               | Dominios de Ra                    | Mitología e Historia egipcia |
| 2004               | Encrucijada                       | Mitología e Historia egipcia |
| 2005               | Guerrero Jaguar                   | Mitología e Historia Latinoamericana                                                                                               |
| 2005               | Vendaval                          | Mitología e Historia Latinoamericana                                                                                               |
| 2005               | Compendium II Era                 | Mitología universal |
| 2005               | Barbarie                          | Alta Edad Media |
| 2006               | Reino de Acero                    | Baja Edad Media |
| 2006               | Hordas                            | Historia de Mongolia |
| 2006               | Bestiario                         | Mitología universal |
| 2006               | Héroes                            | Mitología universal |
| 2007               | Código Samurai                    | Historia de Japón |
| 2007               | Katana                            | Historia de Japón |
| 2007               | Héroes, la gloria tiene su precio | Historia de Chile |
| 2007               | Piratas                           | Leyendas de piratas y corsarios |
| 2007               | Corsarios                         | Leyendas de piratas y corsarios |
| 2008               | Dominus                           | Mitología universal |
| 2008               | Inmortales                        | Mitología universal |
| 2008               | Duna                              | Las mil y una noches |
| 2008               | Orígenes                          | Pueblos indígenas de Chile |
| 2008               | Invasión                          | Guerras médicas |
| 2008               | Insurgentes                       | Revolución mexicana |
| 2008               | Éxodo                             | Libro del Éxodo |
| 2008               | Profecías                         | Antiguo Testamento |
| 2009               | Vikingos                          | Pueblos nórdicos |
| Génesis (Salo)     |                                   | |
| 2009               | Conquista                         | Conquista de América |
| 2009               | Trincheras                        | Primera Guerra Mundial |
| 2009               | Apocalipsis                       | Libro del Apocalipsis |
| Nueva Era (Klu)    |                                   | |
| 2014               | Furia                             | Mitología universal |
| 2014               | Furia Extensión                   | Mitología universal |
| 2015               | Sumeria                           | Mitología de Mesopotamia |
| 2015               | Rebelión                          | Mitología de Mesopotamia |
| 2015               | Asgard                            | Mitología nórdica |
| 2015               | Midgard                           | Mitología nórdica |
| 2016               | Camelot                           | Leyenda artúrica |
| 2016               | Templarios                        | Cruzadas |
| 2016               | Bushido                           | Historia de Japón |
| 2016               | Sol Naciente                      | Historia de Japón |
| 2017               | Dominio                           | Baja Edad Media y Renacimiento |
| 2017               | Contraataque                      | Mitología universal |
| 2017               | Águila Imperial                   | Imperio romano |
| 2017               | Steampunk                         | Steampunk |
| 2017               | Axis Mundi                        | Mitología universal |
| 2018               | Hijos del Sol                     | Mitología e Historia de Mesoamérica y América del Sur                                                                              |
| 2018               | Legado Gótico                     | Gótico |
| 2018               | Kemet                             | Historia y mitología egipcia |
| 2018               | Dharma                            | Historia y mitología hinduista |
| 2019               | Olimpia                           | Mitología e Historia griega |
| 2019               | Calavera                          | Leyendas de piratas y corsarios |
| 2019               | Kilimanjaro                       | Mitología de África |
| 2019               | Arsenal                           | Mitología universal |
| 2019               | Tinta Inmortal                    | Literatura clásica |
| 2019               | Terrores Nocturnos                | Mitología universal |
| 2019               | Invasión Oscura                   | Alta Edad Media |
| 2020               | Dinastía del Dragón               | Mitología china |
| 2020               | Hermanos Grimm                    | Cuentos de los hermanos Grimm y otros autores: La Cenicienta, La bella durmiente, Caperucita Roja, Blancanieves y Hansel y Gretel. |
| 2020               | Keltoi                            | Mitología e Historia celta |
| 2020               | Cuentos de Ultratumba             | Mitología universal |
| 2020-2021          | Tierra Austral                    | Historia y Mitología chilena |
| 2020-2021          | Conjuros                          | Mitología universal |
| 2021               | Ángeles & Demonios                | Angelología y Demonología, con principal enfoque en las obras de Dante Alighieri, John Milton y William Blake                      |
| 2021               | Ajedrez                           | Ajedrez |
| 2021               | Acero                             | Guerra de los Cien Años |
| 2021               | Hermanos Grimm (2021)             | Cuentos de los hermanos Grimm y otros autores: El sastrecillo valiente, Los músicos de Bremen, El agua de la vida y John de acero. |
| 2021               | Tinta Inmortal (2021)             | Literatura, Romeo y Julieta y Robin Hood.                                                                                          |
| 2021               | Cuentos de Terror                 | Literatura de terror, cuentos de Edgar Allan Poe y H. P. Lovecraft.                                                                |
| 2021               | Cid: Sangre y traición            | Reino de Castilla del siglo XI, basado en el Cantar de mio Cid.                                                                    |
| 2022               | Despertar Gótico                  | Vampiros, brujas, hombres lobo, zombis y ocultismo.                                                                                |
| 2022               | Explorandum                       | Exploración geográfica en general.                                                                                                 |
| 2022               | Roma                              | Imperio romano |
| 2023               | Valhalla                          | Pueblos nórdicos |
| 2023               | Excalibur                         | Leyenda artúrica |
| 2023               | La venganza de Horus              | Historia y mitología egipcia |
| 2023               | Troya                             | Mitología e Historia griega |
| 2024               | Napoleón                          | Revolución francesa y esoterismo                                                                                                   |
| 2024               | Guerreros del sol                 | Mitología e Historia Latinoamericana                                                                                               |
| 2024               | Espíritu samurai                  | Historia de Japón |
| 2024               | Guardianes de Daana               | Mitología e Historia celta |
| 2024               | Bestiarium                        | Mitología universal |
| 2025               | Onyria                            | Literatura del siglo XIX y XX |
| 2025               | Libertadores                      | Independencia de Chile |